# Andi Lila
Andi Lila (Kavaja, 1986. február 12. –) albán válogatott labdarúgó.
Az albán válogatott tagjaként részt vett a 2016-os Európa-bajnokságon.

## Sikerei, díjai
Tirana
- Albán bajnok (1): 2008–09
- Albán kupa (1): 2010–11